# Freibeuter der Südsee
Freibeuter der Südsee ist ein US-amerikanischer Abenteuerfilm aus dem Jahr 1928 von John Francis Dillon mit Richard Barthelmess, Betty Compson und Loretta Young in den Hauptrollen. Das Drehbuch des Stummfilms mit Musik und Toneffekten basiert auf einer Originalstory von W. Scott Darling.

## Handlung
Steve Donkin, ein verbitterter Seemann, ankert mit seinem Zweimastschoner in Apia auf Samoa. Er geht an Land, um ein bisschen Spaß mit Rose zu haben, einer Prostituierten, die in einer Kneipe am Wasser ihrem Gewerbe nachgeht. Rose wird von der Polizei angewiesen, die Insel zu verlassen, und überredet Steve, sie nach Shanghai zu bringen. Mitten auf dem Ozean sinkt Steves Schoner, und er, Rose und ein schwedischer Seemann werden in einem kleinen Boot treiben gelassen. Der Seemann versucht, Steve zu töten und wird über Bord geworfen. 
Obwohl sie mit dem bevorstehenden Tod konfrontiert sind, verlieben sich Steve und Rose ineinander. Nach einiger Zeit sichten sie ein Schiff. Auf ihre Schreie und ihr Winken erfolgt jedoch keine Reaktion. Sie erreichen das Schiff, klettern an Bord und stoßen auf mehrere Leichen. Unter Deck finden sie eine zechende und singende Mannschaft vor. Es stellt sich heraus, dass es zu einer Meuterei kam, bei der die Schiffsoffiziere ermordet wurden. Der Kapitän des Schiffes und seine Tochter Mary wurden von den Meuterern in eine Kajüte gesperrt. Steve kann die beiden befreien und Kapitän Barbour versichern, dass er und Rose nicht zu den Meuterern gehören. Der Kapitän erklärt, dass es die Mannschaft auf die wertvolle Perlenfracht abgesehen hat, die nach China geliefert werden soll.
Rose ist eifersüchtig auf Mary und glaubt, dass sich Steve von ihr abwenden wird. Zornig informiert sie die Mannschaft über die Befreiung der Barbours. Während die Mannschaft nach Steve sucht, stellt der Rose zur Rede, die die Grundlosigkeit ihrer Eifersucht erkennt und um Verzeihung bittet. Steve kann den Anführer der Meuterer in einem Kampf besiegen und über Bord werfen. Die Meuterer ergeben sich, Kapitän Barbour nimmt Kurs auf China. Steve und Rose heiraten.

## Hintergrund
Die Produktion wurde am 20. April 1928 mit dem Arbeitstitel The Mutiny angekündigt. W. Scott Darling, der die Originalgeschichte geschrieben hatte, sollte ursprünglich auch die Fortsetzung schreiben. Am 19. Juni 1928 wurde berichtet, dass der Titel in Scarlet Seas geändert worden sei. Die Adaption wurde inzwischen Gerald Duffy übertragen, und Henry Hobart wurde als Produktionsleiter genannt. Duffy wurde schließlich durch Bradley King ersetzt. 
In einer Pressemeldung vom 7. Juli 1928 hieß es, Hauptdarsteller Richard Barthelmess habe vor Drehbeginn zwei Wochen Urlaub auf seinem Schoner Pegasus gemacht. Am 11. Juli 1928 wurde berichtet, dass Regisseur John Francis Dillon vorhabe, seine Besetzung und Crew später in diesem Monat vor Ort in die Panamakanalzone zu bringen. Am 18. Juli 1928 hieß es jedoch, Außenszenen sollten auf Catalina Island vor der Küste Südkaliforniens gedreht werden.
Die Dreharbeiten begannen am 27. August 1928. Am 5. September 1928 wurde über den Tod des Standfotografen Frank Bangs berichtet, zwei Tage nach Beginn der Dreharbeiten auf Catalina. Bangs konnte am Vorabend nicht an der Hochzeit seiner überlebenden Tochter teilnehmen, was er als „Vorahnung einer Katastrophe“ empfand. Der Fotograf, der an Herzversagen starb, betrauerte den kürzlichen Tod seiner jüngeren Tochter.
Laut einer Meldung vom 3. Oktober 1928 erlitt Darsteller Jack Curtis eine leichte Handverletzung, als er während einer Kampfszene mit Barthelmess gegen eine Lampe schlug. Er wurde sofort medizinisch versorgt, aber die Wunde riss wieder auf, als Curtis versuchte, die Szene fortzusetzen. Sein zweiter Krankenhausaufenthalt war angeblich „erfolgreich“. Der Abschluss der Hauptaufnahmen in den First National Studios in Burbank wurde am 28. Oktober 1928 vermeldet.
Ein Presseartikel vom 2. Februar 1929 enthüllte, dass die Dreharbeiten Barthelmess dabei halfen, seine Flugangst zu überwinden, da er aus Zeitgründen mit dem Flugzeug nach Catalina reisen musste. Seine Flugangst resultierte aus sechs Jahre zuvor geschehenen Zwischenfall, bei dem der Pilot von Barthelmess’ Maschine einen Herzinfarkt erlitt.
Max Terr arbeitete als Assistent des Dirigenten Manny Baer.

## Veröffentlichung
Die Premiere des Films fand am 29. Dezember 1928 in New York statt. In Österreich kam er am 25. Dezember 1929 in die Kinos, im Deutschen Reich 1930.

## Kritiken
Im Magazin Harrison's Report wurde die Produktion als recht guter Film für Freunde starker Melodramen bezeichnet, dessen Handlung an einigen Stellen jedoch unlogisch sei.

## Auszeichnungen
1929 gewann der Film drei Photoplay Awards. Der Film wurde als bester Film des Monats Januar ausgezeichnet, Richard Barthelmess als bester Darsteller und Betty Compson als beste Darstellerin.